# 龚楚
龚楚（1901年11月—1995年7月24日），字福昌，又名龚鹤村、龚松庵，广东乐昌人，中国工农红军高级将领，后投向国民政府。

## 生平
龚1916年考入广州市立一中学习，1917年入伍，在讲武堂学习。1923年，随同程潜进攻湖南，失败后撤回广东。
1924年，龚加入中国社会主义青年团，1925年加入中国共产党，后奉命前往北江地区进行农民工作。1927年8月1日率北江民军参加南昌起义，次年任工农革命军第三师党代表，井冈山会师后，第三师改编为红四军10师29团，龚仍任党代表。
1928年，龚奉命前往香港进行秘密工作，1929年前往广西，负责对俞作柏、李明瑞的策反工作。同年底，百色起义爆发，龚任红七军参谋长。1931年2月3日，龚在战斗中负伤，送往上海治疗，伤愈后前往中央苏区，任红十二军三十四师师长、军参谋长。10月，接替被冤杀的李明瑞任红七军军长。当年年底，龚因对中央苏区大规模的肃反不满，被免去军长职务，降为团长。1933年5月，周恩来亲自主持会议对龚楚进行批评，并决定开除其党籍一年。
1934年6月，龚恢复党籍后一度代理刘伯承的红军总参谋长一职，10月10日，中央红军开始长征，龚楚被任命为中央军区参谋长，负责率部留在原地进行游击战。1935年5月2日，龚离队投向国民政府。
不久，龚投入余汉谋麾下，被任命为粤北联防主任，负责对红军游击队的围剿，10月13日，龚伪装成红军部队，险些诱捕到红军游击队全部高层领导，史称“北山事件”。
抗战爆发后，龚楚任第五战区孙连仲部上校参谋处长，驻守江苏徐州以西的陇海线，徐州会战结束后，调任第七战区任少将参谋，后担任第一纵队抗日游击司令，在木壳岭战斗中与来犯从化的日军激战竟日，保卫了韶州不受沦陷。抗战结束后，龚楚任徐州市市长，不久返回广东，1946年当选广东省参议会议员。
1949年11月，龚在乐昌向中国人民解放军投降，12月，被派去劝降薛岳。但龚在到达香港后即行滞留，既不为中國共产党效力，也婉拒了蒋介石委托其组建“反共救国军”的要求。
其后，龚在香港居住40年，其间一度赴美国，不久因不习惯西方生活返港。龚在香港期间出版过数本回忆录，1954年出版《我与红军》，1978年在《我与红军》基础上扩写出版《龚楚将军回忆录》。杨尚昆读过《我与红军》后曾询问过陈毅，陈毅表示龚楚的历史就是那个样子，叛变前的那一段历史基本上是确实的。他也是小有名气的书法家。
1990年，龚楚获准回乡居住，1995年7月24日在家乡病逝。

## 影视
在中国大陆电视剧《浴血坚持》中，红军叛将“龚楚民”的原型被认为是龚楚。